# پیشکه‌وتن
پیشکه‌وتن(به کردی: پێشکه‌وتن) به معنی ترقی، روزنامه‌ای ست که در سلیمانیه از طرف مصطفی پاشا در بین سال‌های ۱۹۲۰ تا ۱۹۲۲ منتشر می‌شد.